# Académie mexicaine des arts et des sciences cinématographiques
 (avril 2024).
Si vous disposez d'ouvrages ou d'articles de référence ou si vous connaissez des sites web de qualité traitant du thème abordé ici, merci de compléter l'article en donnant les références utiles à sa vérifiabilité et en les liant à la section « Notes et références ».
L’Académie mexicaine des arts et des sciences cinématographiques (en espagnol : Academia Mexicana de Artes y Ciencias Cinematográficas, ou AMACC), est une fondation de cinéma créée le 3 juillet 1946 à Mexico au Mexique. Elle décerne chaque année le prix Ariel.

## Membres
Anciens membres :
- Fernando Soler († 1979)
- Rosalío Solano († 2008 ou 2009)